# Konceptualizace
Konceptualizace, pův. z lat. conceptus – "sebrání, pojetí, shrnutí", se používá při sociologických výzkumech a všude, kde je kladen důraz na jazykovou správnost a přesnost vyjadřování. Je to proces, kdy přesně definujeme, co máme na mysli. Upřesňujeme abstraktní koncepty. Koncepty se mohou týkat  hypotetických a teoretických pojmů, kategorií, taktik, strategií, scénářů, námětů a vztahů mezi nimi modelujících a reprezentujících systematicky určitou část světa.
Výsledkem je vymezený význam pojmů používaných ve výzkumu (termíny, dimenze, definice, indikátory), vědě a odborné literatuře. Je nutné si pojmy ujasnit (sémanticky vymezit), aby nebyly koncepty zavádějící.